# Navarra (DO)
Pour les articles homonymes, voir Navarra.

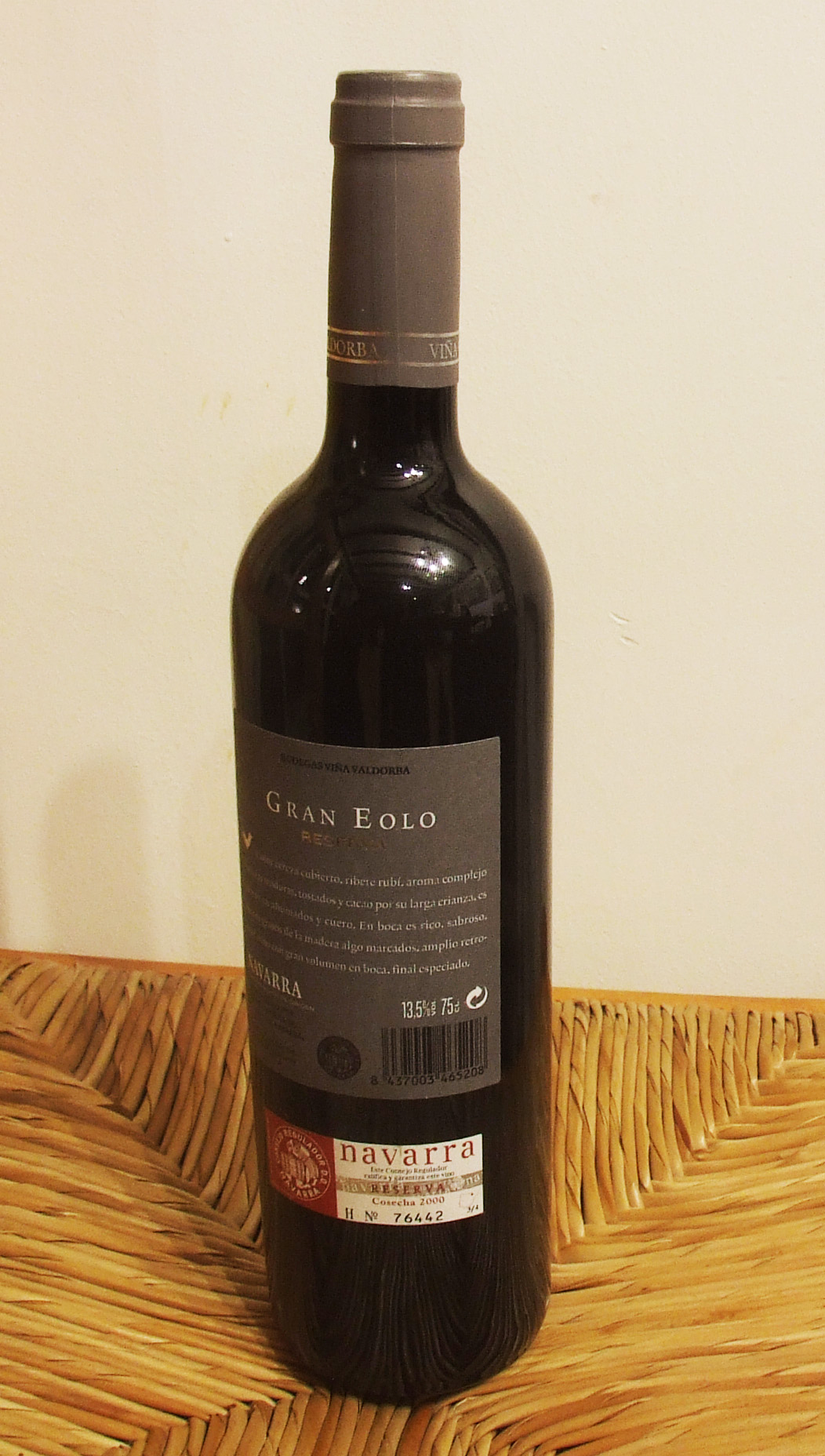
Bouteille de Navarra (DO)

Le Navarra est un vin espagnol possédant une Denominación de Origen (équivalent de l'AOC en France).
Sa zone de production se situe dans le sud de la Navarre.

## Cépages
Classement selon leurs importances :
- Grenache 70 %
- Tempranillo 12 %
- Viura 7 %: Donne des vins blancs
- Cabernet-Sauvignon 3 %
- Merlot 2,5 %
- Mazuela ou cariñena 2 %
- Graciano 1 %

## Zones géographiques
Le terroir de l'appellation se divise en 5 parties :
- La Tierra Estella, autour de la ville d'Estella.
- Valdizarbe, au sud de Pampelune
- La Baja Montaña
- La Ribera Alta, comprenant les villes de Tafalla et Olite
- La Ribera Baja, comprenant les villes de Tudela, Cintruénigo.

## Caves
- Bodega de Sarria, S.A.
- Bodegas Camilo Castilla, S.A.
- Bodegas Chivite, S.A.
- Bodegas Fernández de Arcaya, S.L.
- Sociedad Cooperativa Agraria Orvalaiz
- Sociedad Cooperativa Nekeas
- Vinícola Navarra
- Viñedos de Calidad, S.A
- Bodegas Castillo de Monjardín
- Bodegas Beramendi